# Villa Lipetz
La villa Lipetz (Lipetz House, en anglais) est une maison design-avantgardiste, de style mouvement moderne, Neues Bauen, style « paquebot », architecture organique, et architecture californienne moderne, construite en 1936 par l'architecte américain Raphael Soriano (en) (1904-1988) à Los Angeles en Californie aux États-Unis. Elle est lauréate du prestigieux Prix de Rome 1937, et classée aux Monuments historiques et culturels de Los Angeles depuis 2009.

## Historique

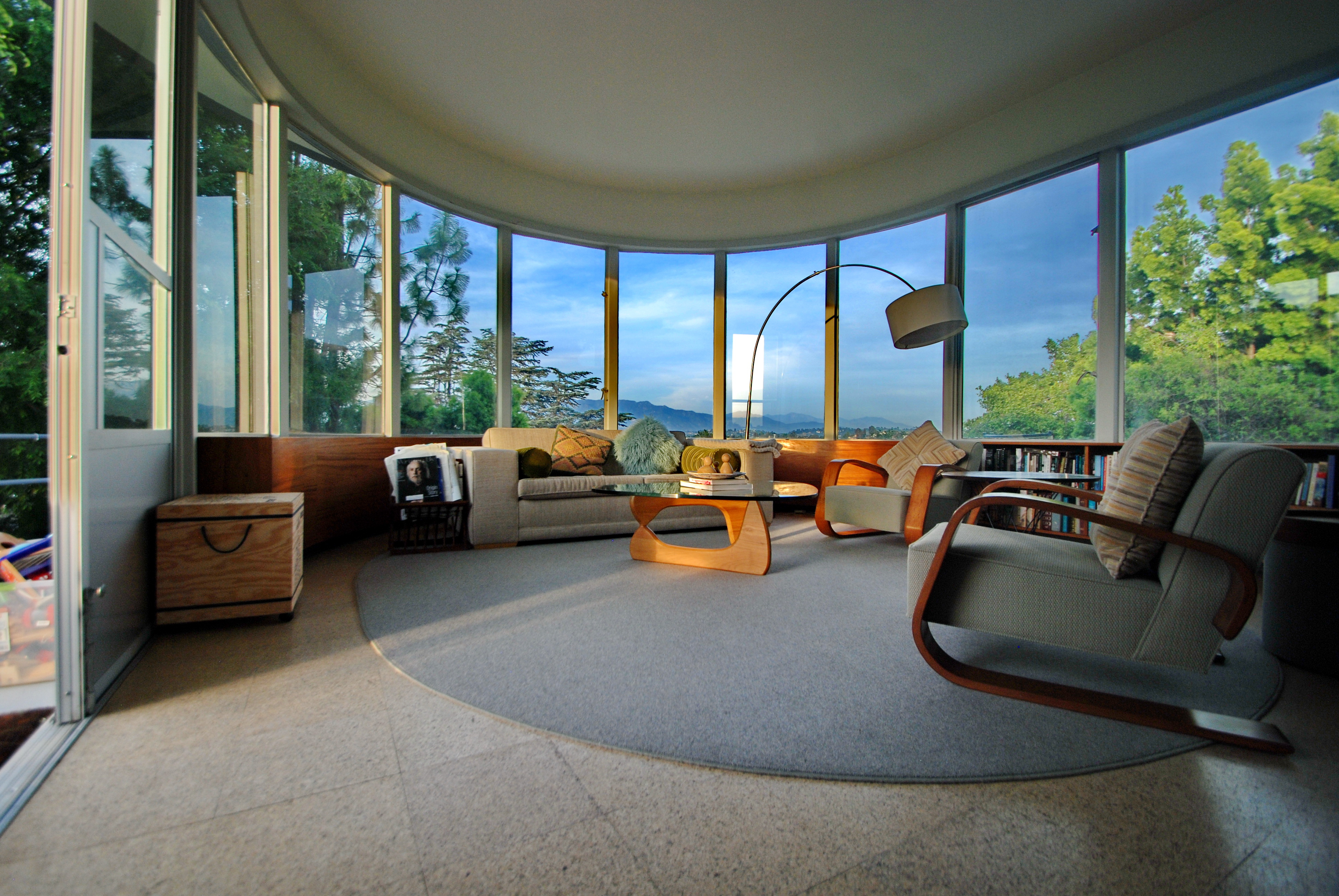
Grande pièce salle de musique principale en forme de demi cercle vitré, de style Streamline Moderne

Cette villa de 210 m² est la première commande de villa de la carrière d’architecte de Raphael Soriano (élève des architectes californiens Richard Neutra et Rudolf Schindler) en rapport avec sa passion et connaissances pour la musique. La pianiste concertiste Helen Lipetz et son mari lui ont demandé de concevoir leur maison avec d'excellentes propriétés acoustiques de salle de concert, autour de leur piano à queue Bechstein, pour une capacité d’accueil de 20 invités. 
Cette maison à colombages vitrée de style international (voisine entre autres des villas architecture californienne moderne avantgardistes Kings Road House (1922) et Lovell House (1927) de Rudolf Schindler, et Neutra VDL Studio and Residences (1932) de Richard Neutra) est construite en acier, bois, verre, et béton, inspirée entre autres du mouvement allemand Neues Bauen, et du style « paquebot » Art déco tardif en vogue de l'époque, avec une grande pièce salle de musique principale en forme de demi cercle vitré de style Streamline Moderne de 9,8 x 4,6 m, de 2 chambres, 2 salles de bain, sol en liège, fenêtres à battant en acier, et nombreux meubles intégrés... Son style organique est intégré au sommet d'une colline surplombant le Silver Lake Reservoir (en) du quartier Silver Lake de l'est de Los Angeles, avec vue panoramique sur Los Angeles et sur la vaste chaîne montagneuse voisine des monts San Gabriel. 
Elle est photographiée entre autres par le célèbre photographe d’architecture de référence Julius Shulman,, pour qui Raphael Soriano construit la villa voisine Shulman House d'Hollywood Hills, en 1948.

## Distinctions
- 1937 : Prix de Rome à l'Exposition universelle de 1937 à Paris.
- 2009 : classée aux Monuments historiques et culturels de Los Angeles.